# Rragam (Tropoja)
Das kleine Dorf Rragam, manchmal auch Rrogam (albanisch Rragami/Rrogami) genannt, ist die dritte und hinterste Siedlung im Valbonatal in Nordalbanien.
Das Dorf liegt auf 1025 m ü. A. rund sieben Kilometer südwestlich von Valbona. Davon ist rund die Hälfte der Strecke ausphaltiert. Der Rest besteht aus einem einfachen Fahrweg, der sich mehrheitlich durch das breite Kiesbett des Flusses Valbona zieht. Die Streusiedlung erstreckt sich über den nördlichen Hangfuß wenig über dem Talboden. Sie ist umgeben von den höchsten Bergen Albaniens: der Jezerca (2695 m ü. A.) im Norden, an deren Fuß sich das Dorf befindet, und dem Bergzug von Zhapora und Grykat e Hapëta im Süden mit der Maja Grykat e Hapëta (2625 m ü. A.) als höchsten Gipfel.
Durch das Dorf führt der beliebte Wanderweg über den Valbona-Pass (1795 m ü. A.), der Valbona mit Theth verbindet. Auch der Fernwanderweg Peaks of the Balkans benutzt diese Route.

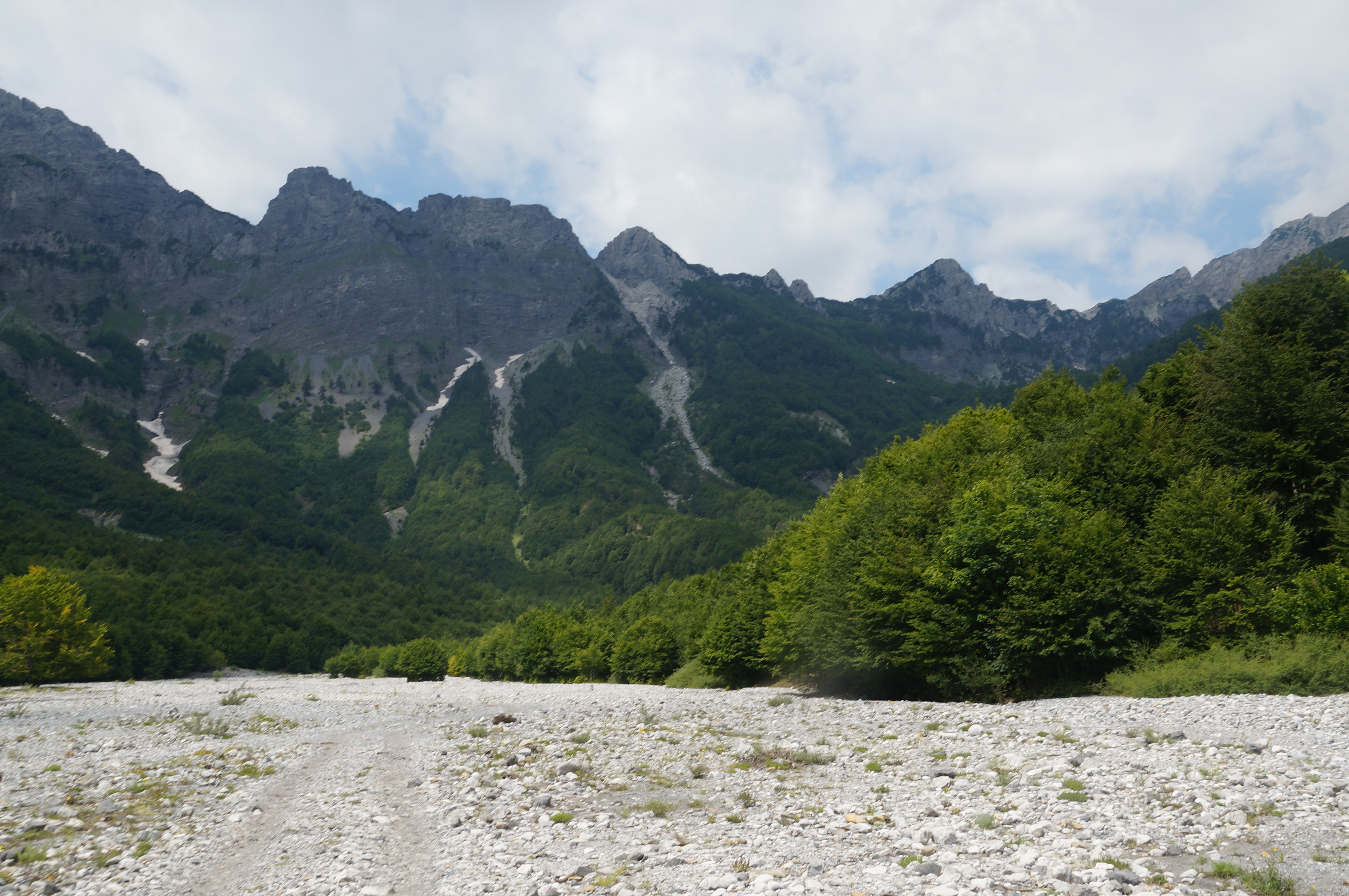
Weg im Schotterbett des Flusses unterhalb des Dorfes

Rragam liegt vollständig im Nationalpark Valbonatal. Eine Attraktion des Parks ist der Tannenwald von Rragam (albanisch Bredhishtja e Rragamit). Der 70 Hektar große Wald mit bis zu 120 Jahre alten und bis zu 25 Meter hohen Fichten ist der größte seiner Art in Albanien und als Naturdenkmal geschützt. Am westlichen Talabschluss unweit vom Ort stürzt der Wasserfall von Rragam (albanisch ujëvara e Rragamit) über eine Felswand.
Während die Bewohner von Valbona muslimisch sind, sind die Bewohner von Rrogam katholisch, da das Dorf aus Theth besiedelt wurde. Das Dorf wurde erst in den späten 1940er Jahren gegründet. 1965 wurden die Bauern kollektiviert. 1991, nach dem Fall des kommunistischen Regimes, beklagten sich die Bewohner über Überbevölkerung. Die Abwanderung setzt rasch ein in den 1990er Jahren wie überall in den Bergen Albaniens. Nur wenige blieben zurück; die Schule ist heute geschlossen und verfallen. Der Tourismus brachte wieder Leben ins Tal. So gab es im Jahr 2017 33 Betten in Gästehäusern des Dorfes. 2018 wurde das Dorf nach elf Jahren wieder mit Strom versorgt.